# Audiência pública (direito administrativo)

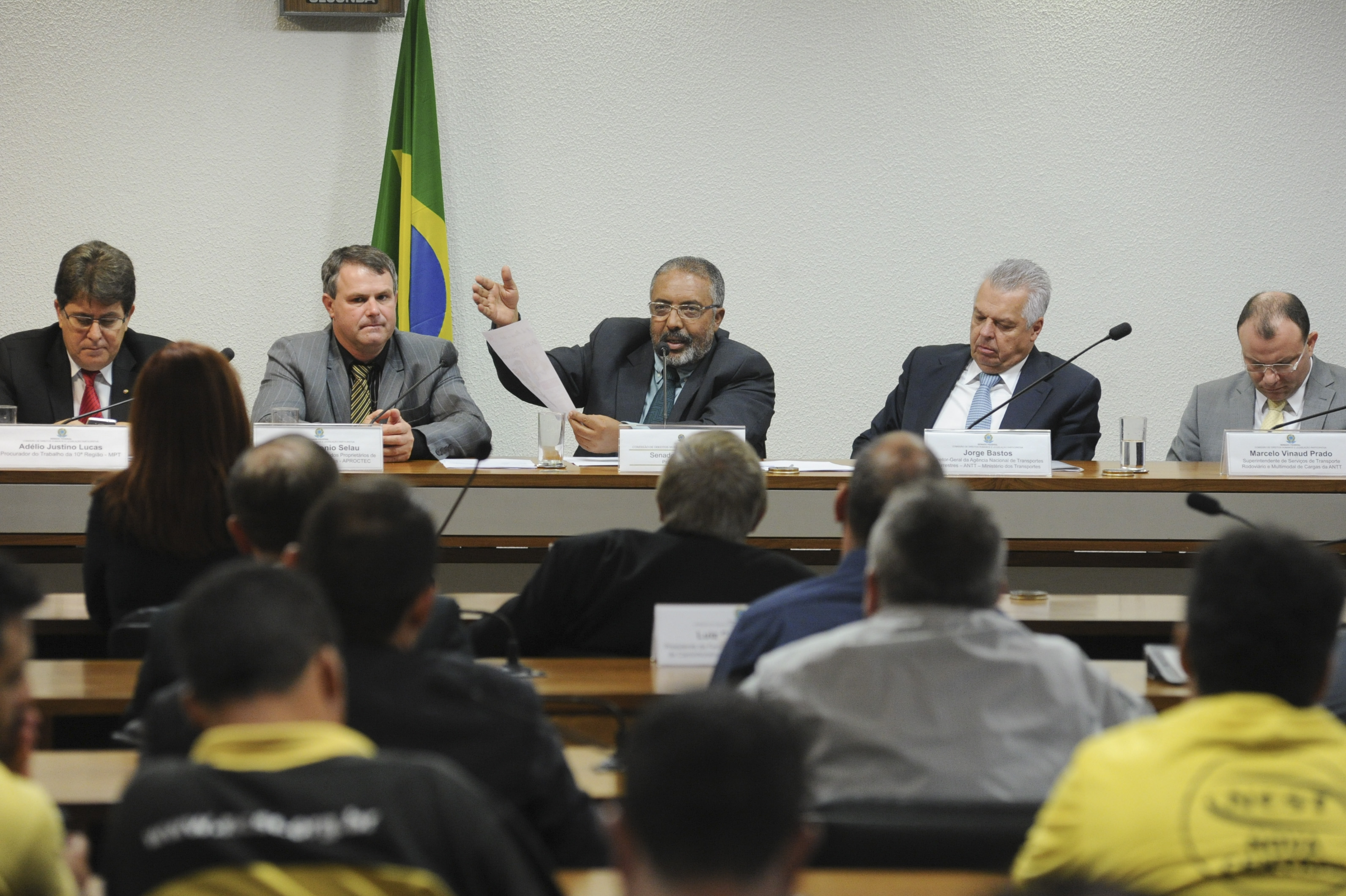
Audiência pública no senado brasileiro debatendo a greve dos caminhoneiros de 2015

Uma audiência pública é uma reunião pública, transparente e de ampla discussão em que se vislumbra a comunicação entres os vários setores da sociedade e as autoridades públicas. Não objetiva a consensualidade, pois, devido ao leque de ensejos sociais, os setores da sociedade civil podem divergir, sendo importante o uso do princípio do contraditório. A audiência pública é uma forma de promover a participação popular no processo de decisão sobre a coisa pública. Com isso, poder-se-ia atribuir à coletividade a responsabilidade de decidir sobre aquilo que é de interesse coletivo. No entanto, quem toma as decisões é a autoridade, sendo a audiência um mero condicionante do processo decisório.[carece de fontes?]

## No Brasil
Com o pluralismo sob o ponto de vista sociológico e até mesmo jurídico brasileiro, a democracia representativa precisou se adequar a um modelo mais participativo e deliberativo pela própria agenda que a sociedade civil brasileira criou. A Constituição Federal brasileira de 1988 trouxe alguns mecanismos que colocavam em prática esse novo modelo, como o plebiscito, o referendo e a iniciativa popular, todos esses três elencados nos incisos I, II e III do artigo 14 da constituição. Além deles, vem ganhando espaço a audiência pública (prevista no inciso II, § 2.º do Artigo 58 da Carta Magna), que também funciona com a finalidade de promover um diálogo entre a sociedade civil e as autoridades estatais quando em um processo decisório de grande relevância para a sociedade.
Nas comunidades heterogêneas, com grandes populações, as audiências públicas são geralmente conduzidas por pessoas que podem influenciar os oficialmente eleitos em sua tomada de decisão.
Não existem regras ou manuais para se conduzir uma audiência pública. Se o comparecimento for grande e o objetivo for dar, à maior quantidade de pessoas possível, a oportunidade de falar, o grupo pode ser dividido em grupos de discussões menores. Todos os participantes ouvem a apresentação de abertura e, então, se agrupam para discutir os aspectos da apresentação. Cada grupo aponta alguém para resumir a discussão do grupo.
Na legislação brasileira atual, há várias menções às audiências públicas, a exemplo da Lei 9 472/96, da Lei 9 478/97 e da Lei 8 666/93, que, no seu artigo 39, prevê que, em casos de licitação ou contrato de grande vulto, seja feita, obrigatoriamente, uma audiência pública, o que confere legitimidade às decisões da Administração Pública.